# Albești-Paleologu (gmina)
Albești-Paleologu – gmina w Rumunii, w okręgu Prahova. Obejmuje miejscowości Albești-Muru, Albești-Paleologu, Cioceni i Vadu Părului. W 2011 roku liczyła 5683 mieszkańców.